# Lilly (Eure)
Pour les articles homonymes, voir Lilly.
Lilly est une commune française située dans le département de l'Eure, en région Normandie.

## Géographie

### Hydrographie
La commune est située dans le bassin Seine-Normandie. Elle n'est drainée par aucun cours d'eau,.

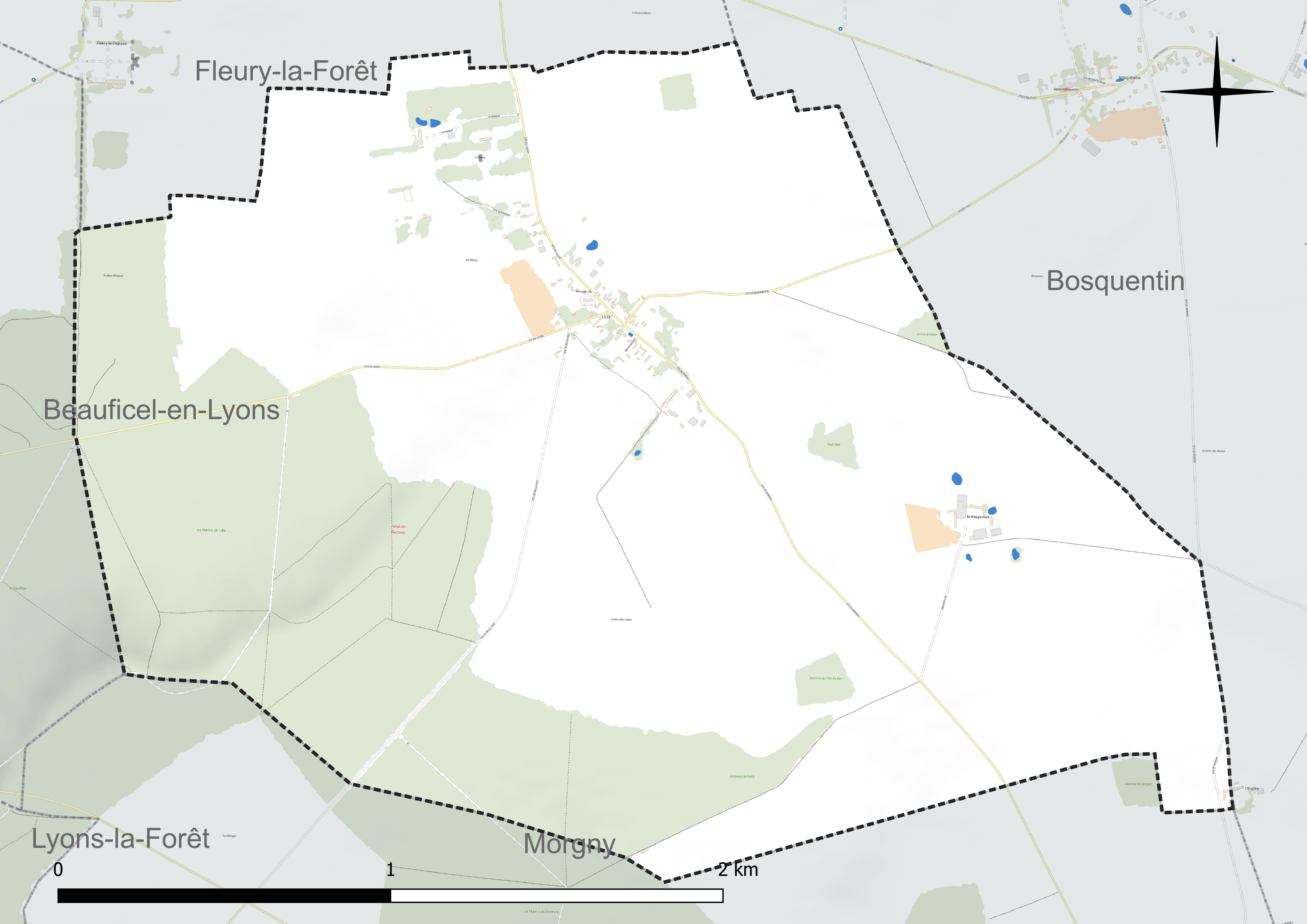
Réseau hydrographique de Lilly.

### Climat
Pour des articles plus généraux, voir Climat de la Normandie et Climat de l'Eure.
En 2010, le climat de la commune est de type climat océanique dégradé des plaines du Centre et du Nord, selon une étude du CNRS s'appuyant sur une série de données couvrant la période 1971-2000. En 2020, Météo-France publie une typologie des climats de la France métropolitaine dans laquelle la commune est exposée à un climat océanique et est dans la région climatique  Côtes de la Manche orientale, caractérisée par un faible ensoleillement (1 550 h/an) ; forte humidité de l’air (plus de 20 h/jour avec humidité relative > 80 % en hiver), vents forts fréquents. Parallèlement le GIEC normand, un groupe régional d’experts sur le climat, différencie quant à lui, dans une étude de 2020, trois grands types de climats pour la région Normandie, nuancés à une échelle plus fine par les facteurs géographiques locaux. La commune est, selon ce zonage, exposée à un « climat des plateaux abrités », correspondant aux plaines agricoles de l’Eure, avec une pluviométrie beaucoup plus faible que dans la plaine de Caen en raison du double effet d’abri provoqué par les collines du Bocage normand et par celles qui s’étendent sur un axe du Pays d'Auge au Perche.
Pour la période 1971-2000, la température annuelle moyenne est de 10,2 °C, avec  une amplitude thermique annuelle de 14,2 °C. Le cumul annuel moyen de précipitations est de 815 mm, avec 12,4 jours de précipitations en janvier et 8,6 jours en juillet. Pour la période 1991-2020, la température moyenne annuelle observée sur la station météorologique la plus proche, située sur la commune d'Étrépagny à 12 km à vol d'oiseau, est de 11,3 °C et le cumul annuel moyen de précipitations est de 774,0 mm,. Pour l'avenir, les paramètres climatiques de la commune estimés pour 2050 selon différents scénarios d’émission de gaz à effet de serre sont consultables sur un site dédié publié par Météo-France en novembre 2022.

## Urbanisme

### Typologie
Au 1er janvier 2024, Lilly est catégorisée commune rurale à habitat dispersé, selon la nouvelle grille communale de densité à 7 niveaux définie par l'Insee en 2022.
Elle est située hors unité urbaine. Par ailleurs la commune fait partie de l'aire d'attraction de Paris, dont elle est une commune de la couronne,. 

### Occupation des sols
L'occupation des sols de la commune, telle qu'elle ressort de la base de données européenne d’occupation biophysique des sols Corine Land Cover (CLC), est marquée par l'importance des territoires agricoles (73,5 % en 2018), une proportion identique à celle de 1990 (73,5 %). La répartition détaillée en 2018 est la suivante : 
terres arables (68,2 %), forêts (22,3 %), zones agricoles hétérogènes (5,3 %), milieux à végétation arbustive et/ou herbacée (4,2 %). L'évolution de l’occupation des sols de la commune et de ses infrastructures peut être observée sur les différentes représentations cartographiques du territoire : la carte de Cassini (XVIIIe siècle), la carte d'état-major (1820-1866) et les cartes ou photos aériennes de l'IGN pour la période actuelle (1950 à aujourd'hui).

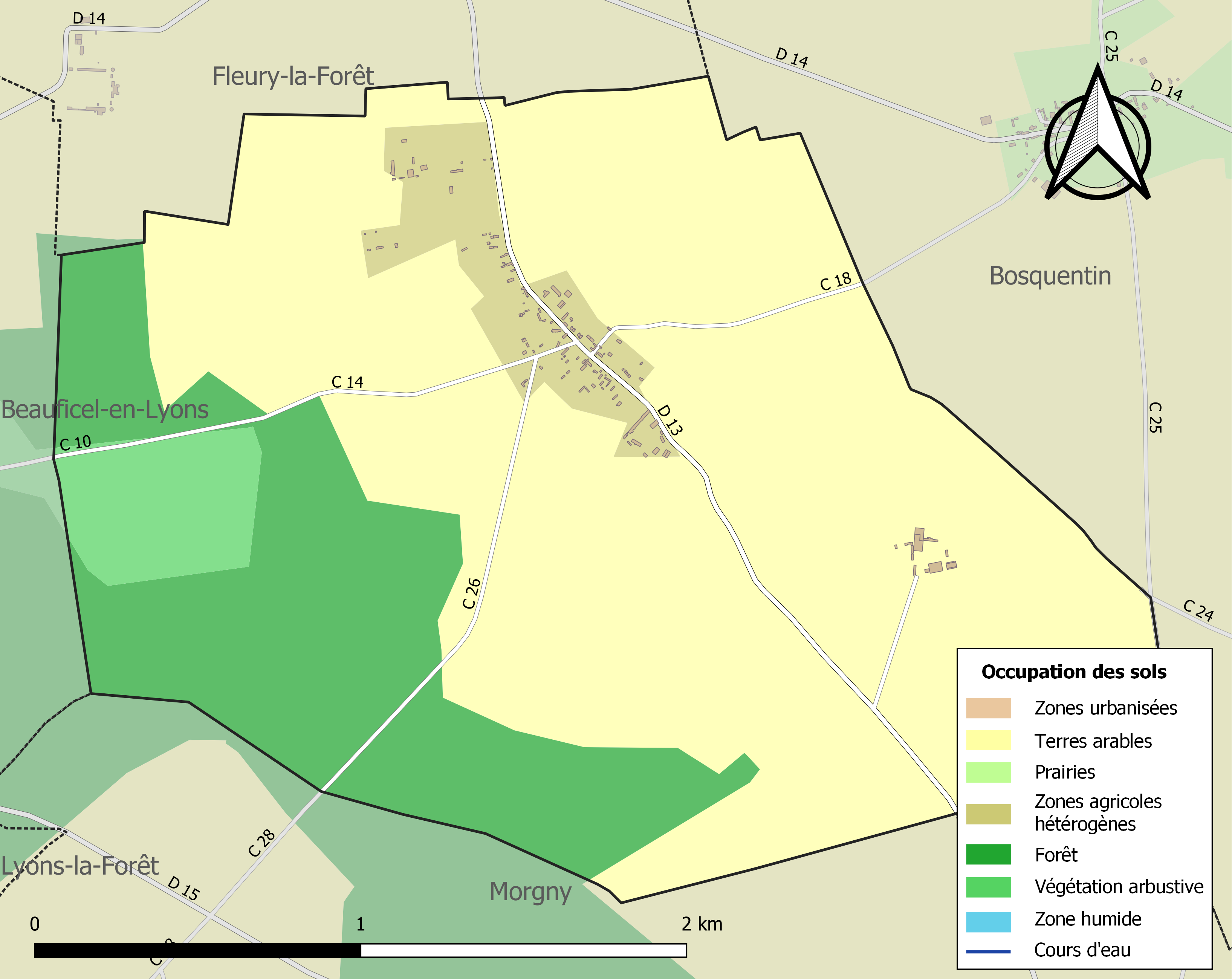
Carte des infrastructures et de l'occupation des sols de la commune en 2018 (CLC).

## Toponymie
Le nom de la localité est attesté sous la forme Liliacum en 1157 (cartulaire blanc de Saint-Denis), Lilliacum en 1245, Lilis en 1308 (charte de Philippe le Bel), Ligny en 1424.

## Histoire
Lilliacum, à l'époque mérovingienne, Lilly formait avec Fleury et Morgny « Les Trois de Saint Denis », fief de l'abbaye Saint-Denis. Les Normands s'en emparèrent et la donnèrent en 1032 à Saint-Vigor de Cerisy. Plus tard, Guillaume le Conquérant rendit les trois villes en 1071 à l'abbaye.
Jusqu'en 1462, le fief des trois villes (Lilly, Fleury, Morgny), appartenait à Pierre de Brézé, comte de Maulévrier. En 1462, il le vendit à Louis d'Harcourt, évêque de Bayeux. Ce dernier le transmit à son petit-neveu Georges Havard. En 1496, il est partagé entre les trois filles de Georges Havard. L'aînée hérita de Fleury et ses deux sœurs de Morgny et Lilly. Lilly passe ensuite à la famille de Laval, puis en 1605 à Albert de Rousselet qui le revendit en 1613 à Laurent Hallé. C'est ensuite monsieur de Frémond, marquis de Rosai qui s'en porte acquéreur. Quelques années plus tard, la terre de Lilly entre en possession de Gabriel de Clermont et de son épouse Gabrielle de Rune, qui, en 1644, fonda une chapelle extérieure dans l'église du village. À la mort de Charles de Clermont, fils de Gabriel, Lilly passe à Jean Blin. En 1739, la seigneurie est vendue à la famille de Bertengles qui semble être les derniers seigneurs de Lilly.
La seigneurie de Lilly dépendait de la vicomté de Lions qui dépendait du comté de Gisors et donc de Renée de France, au moins au XVIe siècle, qui le reçu en dot de son beau-frère François Ier.
Le fief de Lilly comprenait deux châteaux. Le premier était appelé le Manoir, le second Maupertuis[réf. souhaitée]. Ce dernier serait à l'origine une léproserie fondée par Saint Louis et dépendait de l'abbaye du Mont aux Malades de Rouen. Il a appartenu aux Clermont, puis aux Martin puis à monsieur Caumont et enfin, à partir de 1829 au duc de Rauzan, Henri-Louis de Chastellux.

## Politique et administration
| Période                                  | Période  | Identité       | Étiquette | Qualité     |
| ---------------------------------------- | -------- | -------------- | --------- | ----------- |
| 1842                                     |          | Antoine d'Isle |           |             |
| 1864                                     |          | M. d'Isle      |           |             |
| mars 2001                                | 2008     | Gérard Boquet  |           |             |
| 2008                                     | En cours | Rémi Wallecan  | UMP-LR    | Agriculteur |
| Les données manquantes sont à compléter. |          |                |           |             |

## Démographie
L'évolution du nombre d'habitants est connue à travers les recensements de la population effectués dans la commune depuis 1793. Pour les communes de moins de 10 000 habitants, une enquête de recensement portant sur toute la population est réalisée tous les cinq ans, les populations de référence des années intermédiaires étant quant à elles estimées par interpolation ou extrapolation. Pour la commune, le premier recensement exhaustif entrant dans le cadre du nouveau dispositif a été réalisé en 2005.

En 2022, la commune comptait 74 habitants, en évolution de −10,84 % par rapport à 2016 (Eure : −0,25 %, France hors Mayotte : +2,11 %).
| 1793 | 1800 | 1806 | 1821 | 1831 | 1836 | 1841 | 1846 | 1851 |
| ---- | ---- | ---- | ---- | ---- | ---- | ---- | ---- | ---- |
| 380  | 360  | 376  | 235  | 250  | 222  | 201  | 187  | 167  |

| 1856 | 1861 | 1866 | 1872 | 1876 | 1881 | 1886 | 1891 | 1896 |
| ---- | ---- | ---- | ---- | ---- | ---- | ---- | ---- | ---- |
| 179  | 174  | 190  | 154  | 155  | 161  | 162  | 177  | 142  |

| 1901 | 1906 | 1911 | 1921 | 1926 | 1931 | 1936 | 1946 | 1954 |
| ---- | ---- | ---- | ---- | ---- | ---- | ---- | ---- | ---- |
| 145  | 162  | 158  | 120  | 133  | 155  | 133  | 151  | 146  |

| 1962 | 1968 | 1975 | 1982 | 1990 | 1999 | 2005 | 2006 | 2010 |
| ---- | ---- | ---- | ---- | ---- | ---- | ---- | ---- | ---- |
| 155  | 139  | 117  | 95   | 77   | 74   | 76   | 75   | 71   |

| 2015 | 2020 | 2022 | - | - | - | - | - | - |
| ---- | ---- | ---- | - | - | - | - | - | - |
| 82   | 77   | 74   | - | - | - | - | - | - |

## Culture locale et patrimoine

### Lieux et monuments

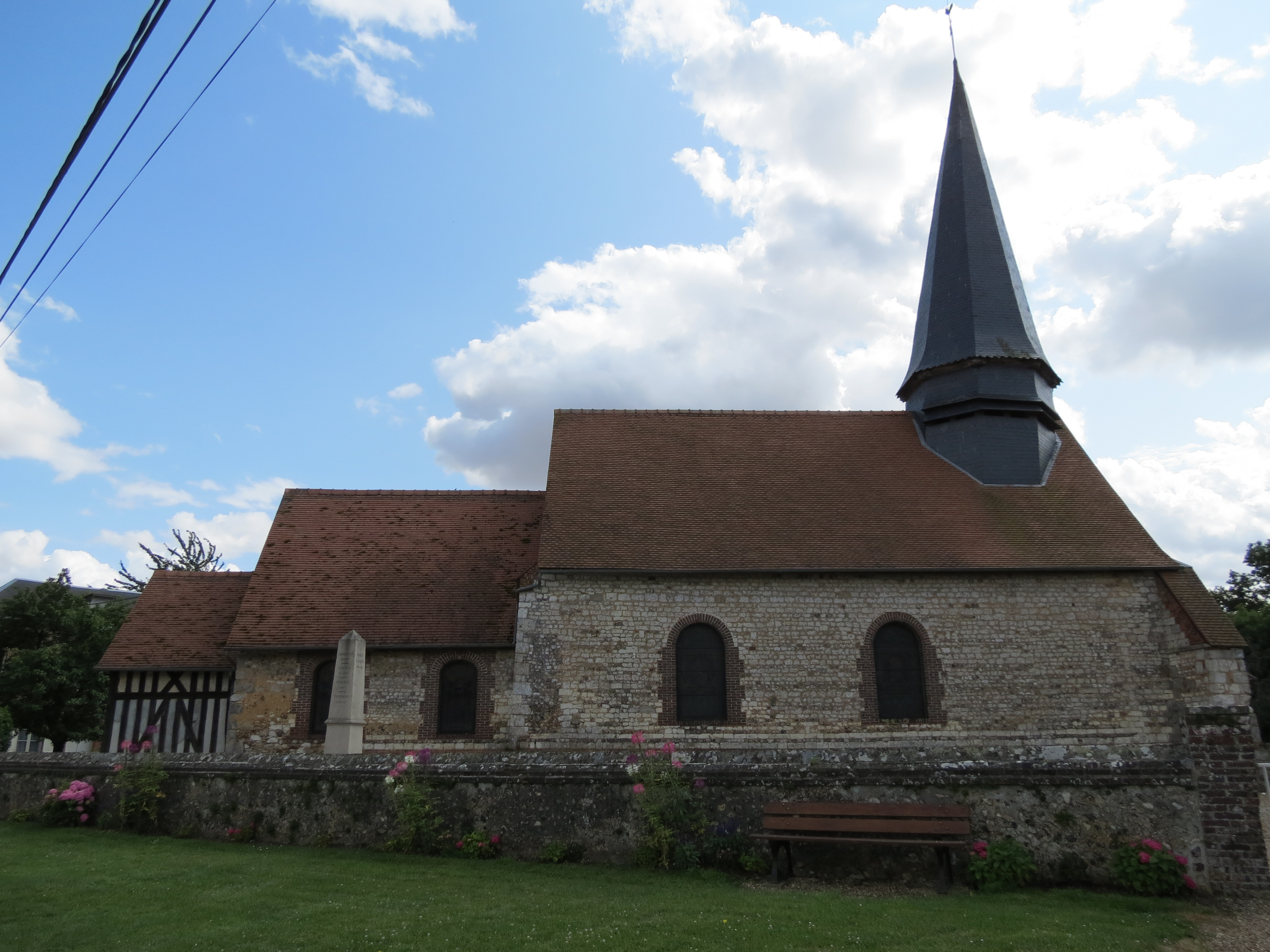
L'église Saint-Pierre-Saint-Paul.

- Église Saint-Pierre-Saint-Paul.
- Château, XVIIe siècle (lieu-dit le Manoir).
- Château de Maupertuis.

### Patrimoine naturel

#### Site classé
- L’allée forestière dite « Allée d'Auteuil » et la mare,  Site classé (1944)[21].

## Personnalités liées à la commune
- Pierre de Brézé.
- Henri-Louis de Chastellux.